# Colin Low
Pour les articles homonymes, voir Low et Colin Low (baron Low de Dalston).
Colin Low est un producteur, réalisateur, scénariste, directeur de la photographie et monteur canadien né le 24 juillet 1926 à Cardston, Alberta (Canada) et mort le 24 février 2016 à Montréal.

## Biographie
Réalisé en 1957 avec Wolf Koenig (en), son court métrage Capitale de l'or, produit par Tom Daly pour le compte de l'Office national du film du Canada, remporte le prix du documentaire - court métrage au Festival de Cannes 1957, le prix du meilleur film 1958 au Palmarès du film canadien, en plus d'être nommé pour l'Oscar du meilleur court métrage en prises de vues réelles
.

## Filmographie

### Producteur
- 1954 : One Little Indian
- 1955 : The Jolifou Inn
- 1960 : Hors-d'oeuvre
- 1960 : A Is for Architecture
- 1961 : Very Nice, Very Nice
- 1962 : Pot-pourri
- 1962 : The Peep Show
- 1962 : My Financial Career
- 1963 : The World of David Milne
- 1963 : The Ride
- 1964 : I Know an Old Lady Who Swallowed a Fly
- 1964 : Free Fall
- 1964 : 21-87 (en)
- 1970 : Introduction to Labrador
- 1971 : Time Piece
- 1971 : I Don't Think It's Meant for Us
- 1971 : God Help the Man Who Would Part with His Land
- 1971 : Cell 16
- 1972 : The Sea
- 1972 : When I Go. That's It!
- 1972 : That Gang of Hoodlums?
- 1972 : The Question of Television Violence
- 1972 : A Memo from Fogo
- 1972 : Here Is Canada
- 1973 : Sub-Igloo
- 1973 : Rock-a-bye
- 1973 : The Man Who Can't Stop
- 1973 : Kainai
- 1973 : The Greenlanders
- 1973 : Child, Part 2: Jamie, Ethan and Keir: 2-14 Months
- 1973 : Child, Part 1: Jamie, Ethan and Marlon: The First Two Months
- 1973 : Coming Home
- 1974 : Waiting for Fidel
- 1974 : Thoughts on the Future with George McRobie
- 1974 : Sisters of the Space Age
- 1974 : Sananguagat: Inuit Masterworks
- 1974 : Running Time
- 1974 : Our Land Is Our Life
- 1974 : The New Alchemists
- 1974 : King of the Hill
- 1974 : In Search of the Bowhead Whale
- 1974 : In Praise of Hands
- 1974 : Freshwater World
- 1974 : Cree Hunters of Mistassini
- 1974 : Child, Part 3: Debbie and Robert: 12-24 Months
- 1974 : The Boat That Ian Built
- 1974 : Bate's Car: Sweet as a Nut
- 1974 : Another Side of the Forest
- 1975 : Vietnam Recall
- 1975 : Operation High Test
- 1975 : Operation G.A.T.E
- 1975 : Niagara for Sale
- 1975 : New Romance: Aspects of Sexuality and Sexual Roles
- 1975 : A New Bargain
- 1975 : Musicanada
- 1975 : Metal Workers
- 1975 : Lumsden
- 1975 : Les « Canadienses »
- 1975 : The Lady and the Owl
- 1975 : Jack Rabbit
- 1975 : In All Seasons
- 1975 : I Am an Old Tree
- 1975 : Hinchinbrook Diary
- 1975 : The Forest Watchers
- 1975 : First Born
- 1975 : Earthware
- 1975 : Descent
- 1975 : Cold Journey
- 1975 : Bill Loosely's Heat Pump
- 1975 : Arctic IV
- 1975 : Alberta Girls
- 1976 : The Whales Are Waiting
- 1976 : We Can't Stand Still Can We?
- 1976 : Wax and Wool
- 1976 : Waterloo Farmers
- 1976 : Threads
- 1976 : The Sword of the Lord
- 1976 : A Sense of Place
- 1976 : A Sense of Humus
- 1976 : Potatoes
- 1976 : The Other World
- 1976 : No Way They Want to Slow Down
- 1976 : The Mad Canadian
- 1976 : Log House
- 1976 : The Land: A New Priority
- 1976 : Have I Ever Lied to You Before?
- 1976 : A Great White Bird
- 1976 : The Great Clean-up
- 1976 : First Steps
- 1976 : Coaches
- 1976 : Christ Is Risen
- 1976 : The Canadian Air Connection
- 1976 : Blackwood
- 1977 : You're Eating for Two
- 1977 : River: Planet Earth
- 1977 : Path of the Paddle: Solo Whitewater
- 1977 : Path of the Paddle: Solo Basic
- 1977 : Path of the Paddle: Doubles Whitewater
- 1977 : Path of the Paddle: Doubles Basic
- 1977 : Little Big Top
- 1977 : High Grass Circus
- 1977 : Forest Under Siege
- 1977 : Child, Part 4: Kathy and Ian: Three-Year-Olds
- 1979 : The Biosphere
- 1983 : Starlife
- 1983 : L'Aviron qui nous mène, Volume 1
- 1986 : L'Aviron qui nous mène, Volume 2
- 1996 : Path of the Paddle: White Water
- 1996 : Path of the Paddle: Quiet Water

### Réalisateur
- 1952 : Sports et transports!
- 1952 : Age of the Beaver
- 1954 : A Thousand Million Years
- 1954 : Riches of the Earth
- 1954 : Corral (en)
- 1955 : The Jolifou Inn
- 1955 : Gold
- 1957 : Capitale de l'or — coréalisé avec Wolf Koenig[3]
- 1959 : Ville intemporelle
- 1960 : Notre univers— coréalisé avec Roman Kroitor
- 1960 : Le Soleil perdu
- 1961 : Do You Know the Milky Way?
- 1961 : The Days of Whiskey Gap
- 1964 : The Hutterites
- 1967 : Dans le labyrinthe
- 1970 : The Winds of Fogo
- 1972 : When I Go. That's It!
- 1979 : A Pinto for the Prince
- 1980 : Atmos
- 1983 : The Contour Connection
- 1986 : Transitions— coréalisé avec Tony Ianzelo (en)
- 1988 : Emergency (documentaire)
- 1992 : Momentum (en)— coréalisé avec Tony Ianzelo
- 1996 : Making Momentum
- 2000 : Moving Pictures

### Scénariste
- 1954 : Corral
- 1960 : Le soleil perdu
- 1988 : Emergency (documentaire)

### Directeur de la photographie
- 1970 : Of Many People
- 1984 : Starbreaker

### Monteur
- 1955 : The Jolifou Inn

## Récompenses et nominations

### Récompenses
- Prix du documentaire - court métrage au Festival de Cannes 1957 pour Capitale de l'or
- Prix du meilleur film 1958 au palmarès du film canadien pour Capitale de l'or

### Nominations
- Son producteur Tom Daly est nommé pour l'Oscar du meilleur court métrage en prises de vues réelles pour Capitale de l'or